# آردي

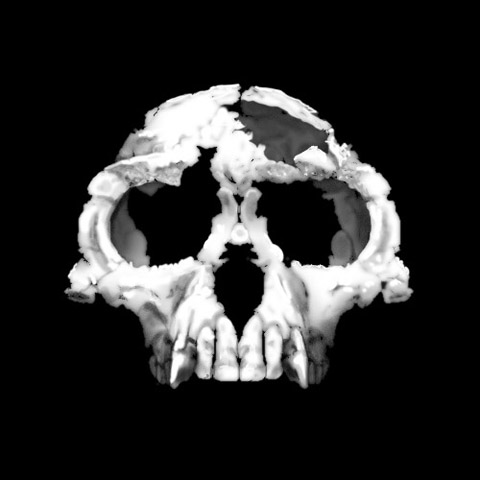
رسم بالحاسوب لجمجمة آردي

آردي هو الاسم الشائع لمستحاثة تمثل بقايا هيكل عظمي لأنثى من نوع أرديبيثيكوس راميدوس، قدر العلماء بأنها تعود إلى 4.4 مليون سنة خلت. وهي أنثى بطول 120سم ووزن 50 كغ تقريبًا
تنتمي إلى سلالة البشر. وكانت آردي "تقضي نصف حياتها فوق الأشجار، حيث كانت تقتات، لكن عندما تنزل إلى الأرض فقد كان بإمكانها المشي بطريقة مستقيمة" تشبه مشية الإنسان الحالي.
إنها العينة الأكثر اكتمالا من أسلاف الإنسان، مع معظم الجمجمة والأسنان والحوض واليدين والقدمين، أكثر اكتمالا من عينة أسترالوبيثكس أفارينسيس المعروفة سابقًا المسماة "لوسي". إجمالاً، تم العثور على 125 قطعة مختلفة من العظام المتحجرة.
تكمن الأهمية الخاصة لهذه الحفرية في أنها تحدت فرضيات عمرها عقود حول التطور البشري، والتي اقترحت أن المشي علي أربع للشمبانزي والغوريلا كان سمة قديمة.

## هيكل «آردي»
ويتكون هيكل «آردي» من 125 عظمة تضم الجمجمة، والأسنان، والحوض، واليدين وعظام القدمين. وقد عثر على حفريات هذا الكائن في إثيوبيا عام 1994، لكن الكشف عن أهميتها تطلب سبعة عشر عامًا. فهي أقدم من هيكل أوسترالوبيثيكوس الشهير والذي يحمل اسم لوسي (3.2 مليون سنة) وأقدم أيضاً من هيكل سلام الذي يعود إلى (3.3 مليون سنة).

## اكتشاف المستحاثة

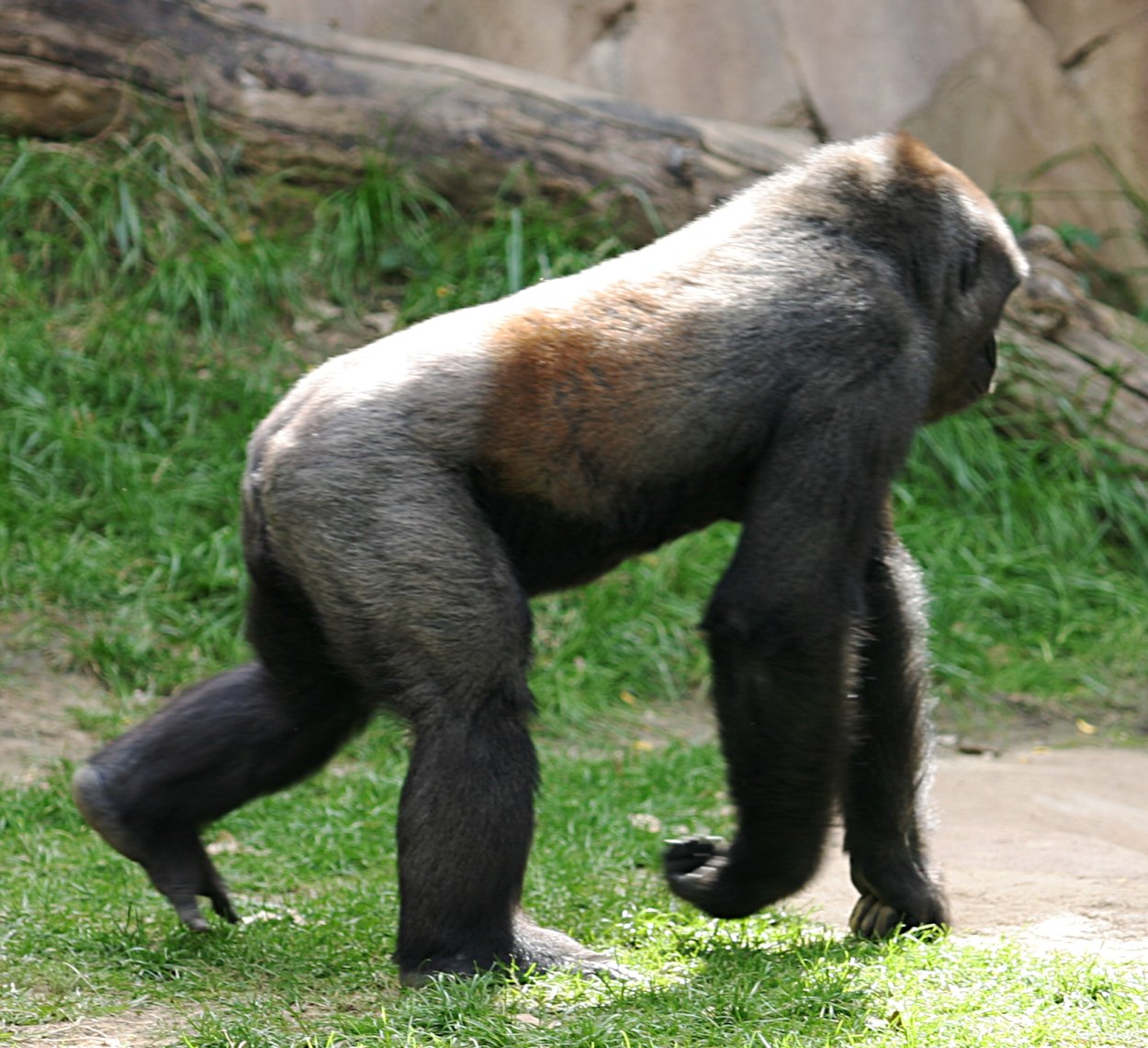
دحضت عظام يد أردي الافتراض القائل بأن مشية مفصل الأصابع (هنا في الغوريلا) سبقت ثنائية في أشباه البشر

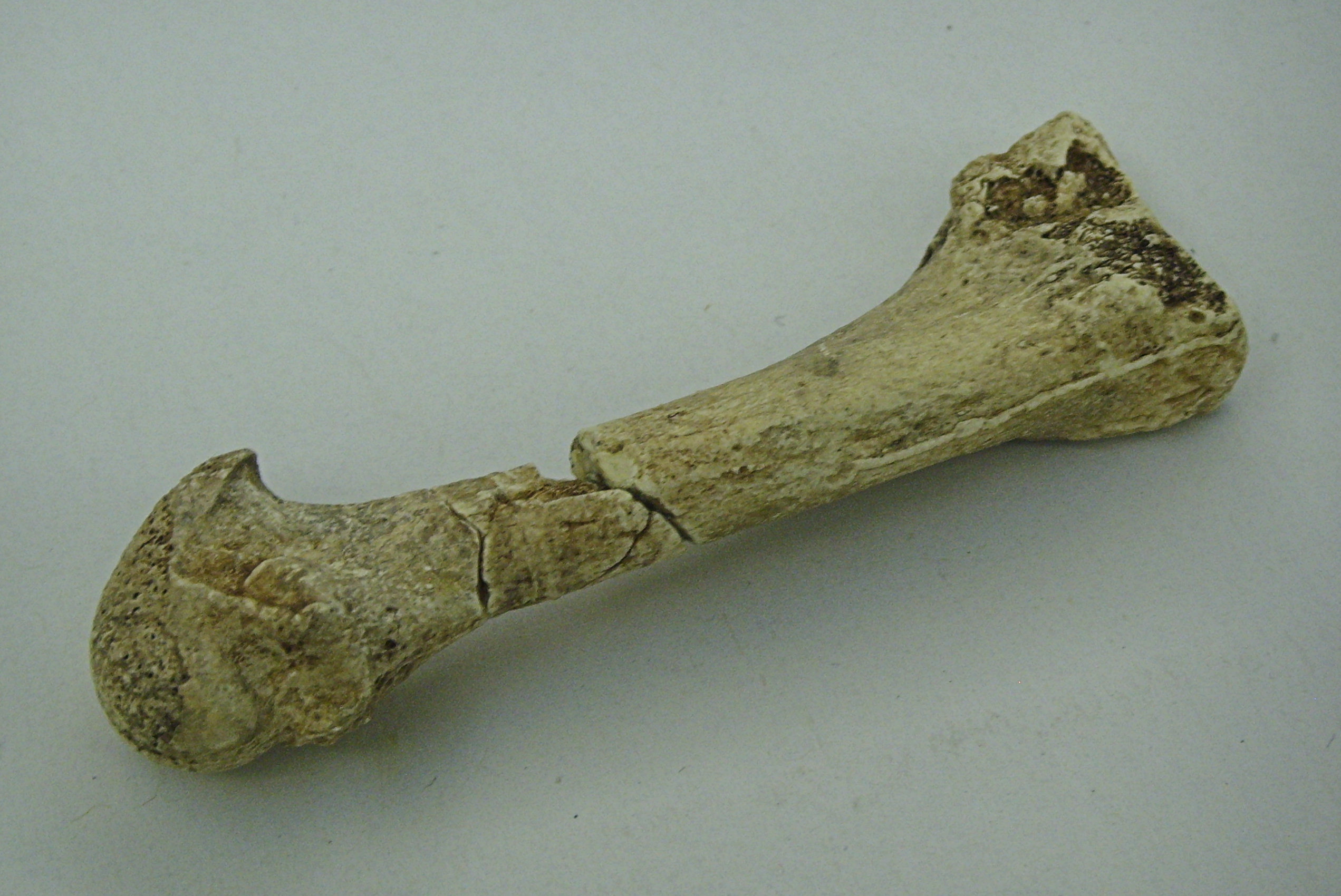
مشط القدم الكبير

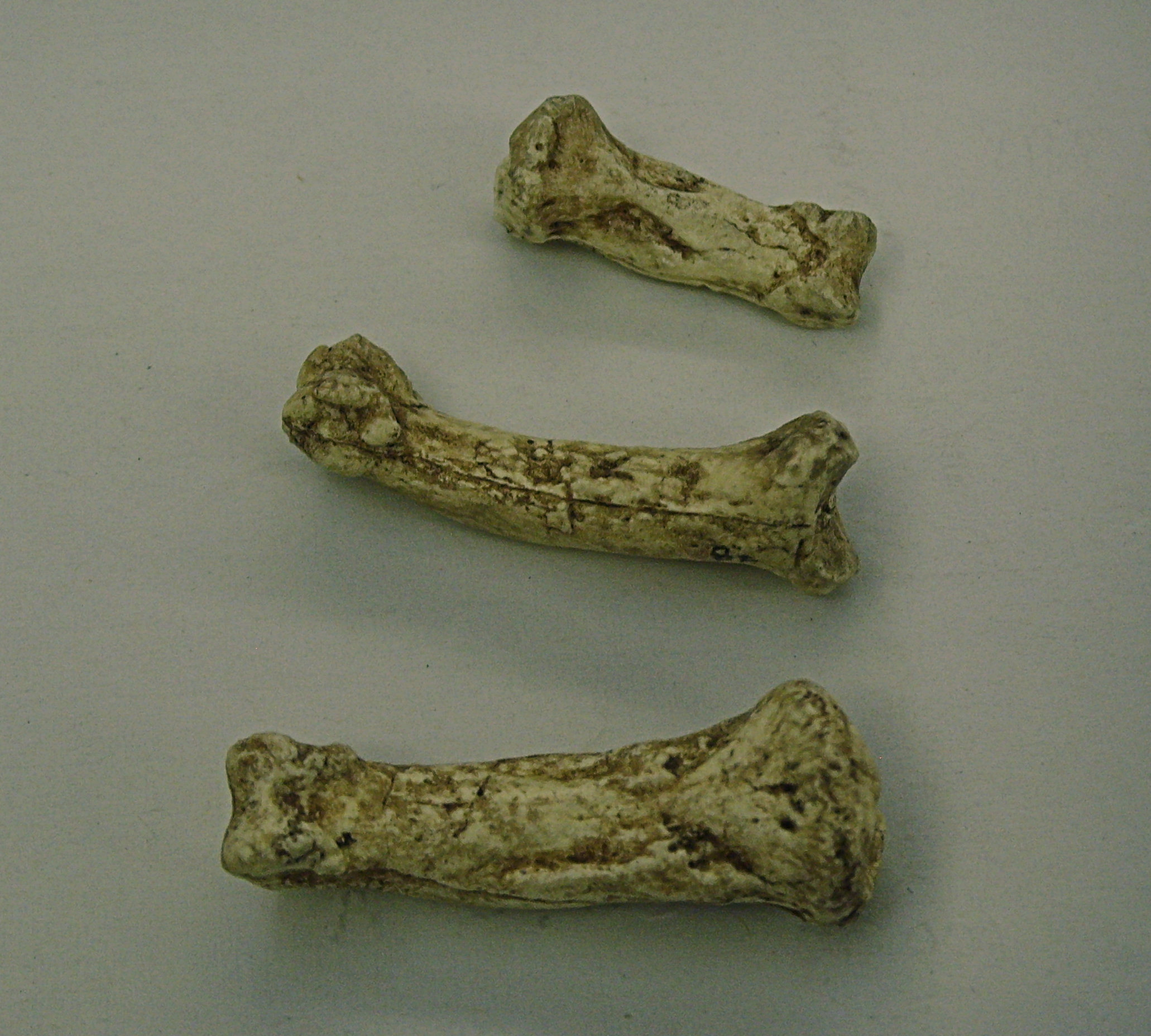
ثلاث عظام أصابع منحنية بوضوح

تم اكتشاف المستحاثة «على يد فريق من العلماء بقيادة تيم دي وايت»، وفي الأول من أكتوبر (تشرين الأول) 2009 نشرت مجلة ساينس مجموعة من 11 مقالاً مفصلة مجموعة من خواص نوع أرديبيثيكوس راميدوس وبقايا الهيكل العظمي المكتشفة.
يدعم الكشف عن هذا الهيكل نظريات كان قد طرحها بعض العلماء حول وجود أصل مشترك للإنسان وقرد الشامبانزي، دون أن يكون الأول قد تطور من الثاني. وقد عثر على حفريات هذا الكائن في إثيوبيا عام 1992، لكن الكشف عن أهميتها تطلب سبعة عشر عامًا.
وقد تم العثور على مستحاثات أخرى سميت يوهانس هايل سيلاسي وغيدي ولديغأبريل والذين (فيما لو ثبت أنهما من نوع أرديبيثيكوس راميدوس)فإنهما قد يرجعان بتاريخ النوع إلى ما يصل إلى 5.8 مليون سنة.
اكتشف العلماء الهيكل العظمي لآردي في أراميس في الأراضي القاحلة بالقرب من نهر آواش في إثيوبيا في عام 1994 على يد طالب جامعي يدعى يوهانس هايل سيلاسي. اكتشف يوهانس قطعة جزئية من عظم اليد. أُنجز هذا الاكتشاف بواسطة فريق من العلماء بقيادة تيم وايت، وهو عالم أنثروبولوجيا في جامعة كاليفورنيا في بيركلي،  ودُرِس من قبل مجموعة دولية من العلماء من بينهم أوين لوفجوي الذي ترأس فريق البيولوجيا.
نشرت مجلة «ساينس» مجموعة مجانية من 11 مقالة في 1 تشرين الأول/أكتوبر في عام 2009. تضمنت المقالات تفاصيل العديد من جوانب الأرديبيثيكوس راميدوس وبيئتها. عُثر على حفرياتها أيضًا بالقرب من بقايا الحيوانات التي تشير إلى أنها كانت تسكن في بيئة الغابات. لم تكن حفرية آردي أول حفرية ظاهرة من نوع الأرديبيثيكوس راميدوس. عُثر على الحفرية الأولى في إثيوبيا في عام 1992، واستغرق الأمر 17 عامًا لتقييم أهميتها.

## أصل الكلمة
تعني كلمة آردي «الطابق الأرضي» وتعني كلمة راميد «جذر» في لغة عفار، ويشير ذلك إلى أن الآردي عاشت على الأرض وكانت جذر شجرة عائلة البشرية.

## الوصف
تزن آردي حوالي 50 كجم (110 رطل) ويمكن أن يصل طولها إلى 120 سم (3 قدم 11 بوصة). تملك آردي قدمان اثنتان، ولديها أصابع وأبهام كبيرة من أجل تسلق الأشجار.
إنه من غير المعروف ما إذا كانت آردي مرتبطة بالإنسان العاقل، ولكن الاكتشاف له أهمية كبيرة وأضاف الكثير على النقاش حول الأرديبيثيكوس ومكانته في التطور البشري. درس العلماء تكوين جسم آردي، ولاحظوا أنها فريدة من نوعها من حيث أنها تمتلك سمات مميزة لكل من الرئيسيات المنقرضة والقردة العليا المبكرة.
توجد نقطة جدال حول ما إذا كانت آردي قادرة على التنقل على قدميها. إن أصابعها الكبيرة المتباينة ليست سمة مميزة للقدمين. إن البقايا التي عثر عليها لساقيها وقدميها وحوضها ويديها أشارت إلى أنها كانت تمشي منتصبة عندما تكون على الأرض ولكنها كانت تستخدم أطرافها الأربعة عندما كانت تتحرك حول الأشجار.
على سبيل المثال، يتباعد إصبع القدم الكبير قليلاً من أجل التمسّك بأغصان الأشجار، وذلك على عكس الشمبانزي التي تحتوي قدمها على عظم صغير فريد داخل وتر يبقي إصبع القدم الكبير أقوى. لا تزال بعض أسنان آردي متصلة بعظم الفك وتُظهر تاكّل المينا، فيشير ذلك إلى اتباعها نظام غذائي يتكون من الفاكهة والمكسرات.

## اقرأ أيضاً
- لوسي (مستحاثة)
- سلام (مستحاثة)

## وصلات خارجية
«أردي» تطعن بصحة نظرية داروين